# Číslice

Arabské číslice

Číslice (případně cifra) je grafický znak (např. 4) používaný k zapisování čísel (např. 477).
Nejčastější jsou arabské číslice používané k pozičnímu zápisu čísel desítkové soustavy. Existuje ale celá řada dalších systémů a číslic odpovídající různým historickým epochám, kulturním oblastem nebo specifickým účelům.

## Platnost číslic
Platné číslice se nazývají ty číslice, které v zapsaném čísle ovlivňují jeho hodnotu. Platné číslice tedy u běžných čísel nejsou nuly na začátku čísla a nuly na jeho konci za desetinnou čárkou. V tomto smyslu jsou tedy neplatnými číslicemi pouze ty nuly, které lze ze zápisu vynechat, aniž by to změnilo hodnotu vyjádřenou číslem.  
Při měření a práci s naměřenými čísly v numerické matematice se platnými číslicemi (místy, pozicemi) nazývají ty, které mají význam vzhledem k přesnosti měření, resp. přesnosti údaje, tj. například udáváme-li počet obyvatel s předností na stovky, pak údaj 700 má v tomto smyslu jednu platnou číslici, zatímco měříme-li s přesností na milimetry, pak údaj 1,000 m má čtyři platné číslice. Pokud údaj obsahuje nenulové číslice na pozicích nižších řádů, pak se takový údaj nazývá falešně přesným, jeho používání falešnou přesností. Nenulové číslice na neplatných místech se nazývají falešnými, irelevantními či nepřesnými číslicemi. Je-li údaj prezentován, mají být zaokrouhlením neplatné číslice odstraněny či nahrazeny nulami, avšak pokud je číslo používáno k dalším výpočtům, je účelné jej v mezifázích nezaokrouhlovat nebo zaokrouhlovat méně, aby nedocházelo ke kumulaci zaokrouhlovací chyby.

## Číslo a číslice
Číslice jsou znaky k zapisování čísel, podobně jako písmena jsou znaky k zapisování slov. A například znak „5“ může být číslem pět i číslicí pět, podobně jako „a“ může být prvním písmenem abecedy nebo také slovem (spojkou) a.
Ne vždy jsou však oba pojmy důsledně rozlišovány, někdy jsou zaměňovány. A například v informatice číslicový systém neboli digitální (anglicky digit znamená číslice) je označení pro systém zpracovávající data převedená na sled čísel, nikoli pro systémy používající zobrazování číslic. Běžně se pak ve významu čísla používá slovo cifra (například pětimístná cifra, tedy „pěticiferná“).

## Systémy zápisu čísel
Nejčastěji je používána poziční číselná soustava, ve které mají význam pozice (polohy) jednotlivých číslic v zapsaném čísle. Příkladem jsou nejpoužívanější arabské číslice – znaky „0“ až „9“ (používané v desítkové soustavě), „0“ a „1“ (v binární soustavě), nebo číslice „0“ až „9“, „A“, „B“, „C“, „D“, „E“ a „F“ v šestnáctkové soustavě.
Předpokladem poziční soustavy je používání číslice nula. Ta není nutná u ostatních číselných soustav, kde je hodnota zpravidla jednoduše určena součtem hodnot jednotlivých číslic. Příkladem jsou egyptské číslice či římské číslice nebo některé systémy používající pro zápis čísel písmena abecedy, například řecké číslice.

## Přehled číslic v různých druzích písma
| Východoarabské       | ٠  | ١  | ٢  | ٣  | ٤  | ٥  | ٦  | ٧  | ٨  | ٩  |    |
| Indické – Devanagari | ०  | १  | २  | ३  | ४  | ५  | ६  | ७  | ८  | ९  |    |
| Hebrejské            |    | א  | ב  | ג  | ד  | ה  | ו  | ז  | ח  | ט  | י  |
| Arabské              | 0  | 1  | 2  | 3  | 4  | 5  | 6  | 7  | 8  | 9  |    |
| Malajálamština       | ൦  | ൧  | ൨  | ൩  | ൪  | ൫  | ൬  | ൭  | ൮  | ൯  |    |
| Standardní čínština  | 〇 | 一 | 二 | 三 | 四 | 五 | 六 | 七 | 八 | 九 | 十 |
| Su-čou               | 〇 | 〡 | 〢 | 〣 | 〤 | 〥 | 〦 | 〧 | 〨 | 〩 | 〸 |
| Římské               |    | Ⅰ  | Ⅱ  | Ⅲ  | Ⅳ  | Ⅴ  | Ⅵ  | Ⅶ  | Ⅷ  | Ⅸ  | Ⅹ  |
| Thajské              | ๐  | ๑  | ๒  | ๓  | ๔  | ๕  | ๖  | ๗  | ๘  | ๙  |    |